# Barațca, Arad
Barațca este un sat în comuna Păuliș din județul Arad, Crișana, România. Denumirea localității provine din maghiarul BARACKA, piersică, deoarece dealurile erau cultivate cu piersici și forma satului, ca o piersică având șoseaua ca și mediana pe fructul al cărui nume îl poartă. Aici se află viță de vie din soiuri nobile; un conac aparținând familiei Birtolon, urmași ai lui Ștefan Cicio Pop;  o pepinieră de viță de vie și o plantație de portaltoi pentru vița de vie. Cele mai bune vinuri produse la Barațca sunt Traminer roz, Cabernet Sauvignon și Cadarcă.
În anul 2004, proprietarii din blocurile aparținând fostei Intreprinderi Agricole de Stat (reminiscență a regimului comunist din România de dinainte de 1989), au pus temelia primei Asociații de Proprietari din Blocurile 3 și 4 Barațca. Este prima persoană juridică non-profit de această natură și este membră a Uniunii Locale a Asociațiilor Locative ULAL din Arad, al cărei promotor a fost regretatul inginer Rudolf Munteanu. Asociația de proprietari funcționează prin grija și contribuția plină de omenie a membrilor acesteia, deși se confruntă cu inerția rămasă din vremea comunismului în memoria unor locatari răuplatnici. 